# Alcis pallens
Alcis pallens är en fjärilsart som beskrevs av Inoue 1978. Alcis pallens ingår i släktet Alcis och familjen mätare. Inga underarter finns listade i Catalogue of Life.